# Černé pondělí (1360)

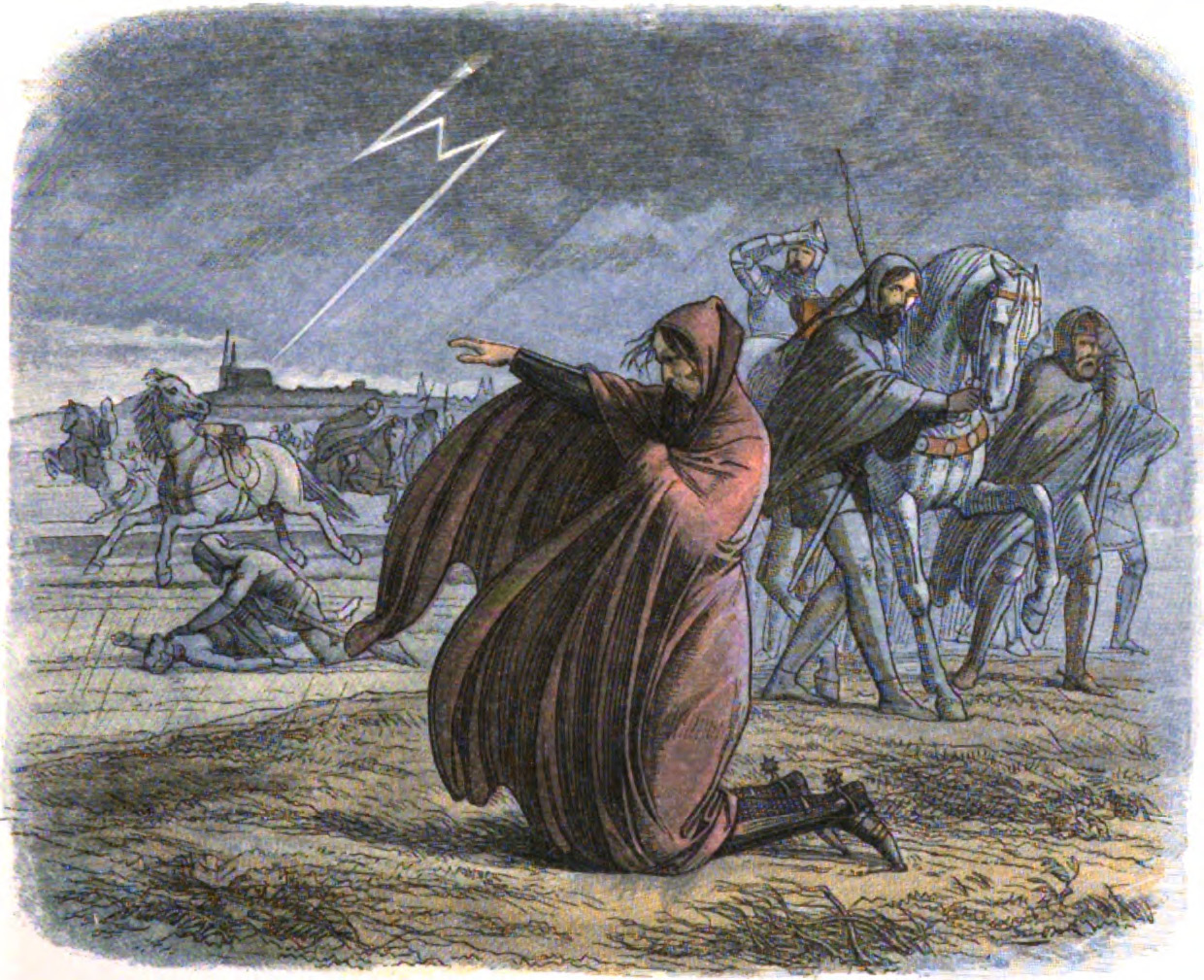
Eduard III. slibuje po devastaci své armády ukončit válku, litografie, 1864

Černé pondělí (anglicky Black Monday) je v dějinách stoleté války označení Velikonočního pondělí v roce 1360, kdy mohutná bouře zničila anglickou armádu. Bouře zahubila asi 1000 osob, mezi nimi zahynul i Guy de Beauchamp.

## Obléhání Chartres
Dne 5. dubna 1360 Eduard III. se svou armádou o 10 000 mužích oblehl Paříž. Tohoto tažení se účastnili i Eduard z Woodstocku, Henry of Grosmont, William de Bohun, Thomas de Beauchamp a Walter Mauny. Obránci Paříže však na rozkaz dauphina Karla odmítli bojovat. Eduard III. proto opustil Paříž a táhl na Chartres a cestou plenil krajinu. Na velikonoční pondělí 13. dubna dorazila anglická armáda k hradbám Chartres. Obránci taktéž odmítli bojovat a uschovali se za mocným opevněním města. Začalo obléhání Chartres, přestože Francouzi vedení biskupem Androinem de la Roche byli v převaze.
První noc obléhání se anglická armáda utábořila poblíž Chartres na otevřeném poli. Vojáky překvapila náhlá bouře, při které blesky zasáhly několik anglických vojáků. Teplota výrazně poklesla a vojsko zasáhlo krupobití a mrznoucí déšť. Koně se v panice rozprchli. Rytíři zůstali uvězněni a mnozí zahynuli pod krupobitím, které zničilo jejich stany. Armáda přišla o svou výstroj. Během čtvrthodiny zahynulo intenzivním chladem a bouřkou téměř tisíc Angličanů a asi 6000 jejich jezdeckých zvířat. Mezi mrtvými byl i Guy de Beauchamp, nejstarší syn Thomase de Beauchamp, jednoho z věrných společníků Eduarda III.
Eduard byl přesvědčen, že bouře je božím trestem za jeho chování během předvelikonočního půstu. V katedrále v Chartres proto za přítomnosti tamního biskupa slíbil, že uzavře mír s Francií. Téhož dne Eduard začal ustupovat se svou armádou a ukončil obléhání Chartres, které tak trvalo pouhý jeden den.

## Následky
O tři týdny později, 8. května 1360, byla podepsána smlouva z Brétigny, která znamenala konec první fáze stoleté války.